# Yponomeuta polystigmellus
Yponomeuta polystigmellus is een vlinder uit de familie van de stippelmotten (Yponomeutidae). De wetenschappelijke naam van de soort werd in 1862 gepubliceerd door Felder.